# Chiesa di San Lorenzo al Ponte
La chiesa di San Lorenzo al Ponte è un luogo di culto cattolico di San Gimignano, in provincia di Siena, arcidiocesi di Siena-Colle di Val d'Elsa-Montalcino.
Deriva il suo nome dall'esser situata nei pressi del luogo dove un tempo si trovava un ponte levatoio che permetteva il collegamento tra la strada che conduce in Piazza della Cisterna e l'antico castello del vescovo.

## Storia
Sul luogo dove ora sorge la chiesa di San Lorenzo sorgeva originariamente un'altra chiesa dedicata a Santa Lucia che viene citata in due bolle pontificie inviate rispettivamente da papa Lucio III il 29 gennaio 1183 e da papa Onorio III il 3 agosto 1220 ed entrambe destinate alla Collegiata di San Gimignano; nelle due missive la chiesa di Santa Lucia veniva dichiarata di pertinenza della Collegiata.
Il nuovo edificio, realizzato a spese del comune sangimignanese, venne edificato nel 1240; il comune mantenne la competenza per la manutenzione e per l'amministrazione dei beni della chiesa come riportato negli Statuti del 1255.

Nonostante che nel patrimonio della chiesa fossero confluiti i beni di altre due chiese soppresse (le chiese di San Michele e di Santa Maria Maddalena) nel corso del XIV e del XV secolo la situazione economica non fu solidissima. Secondo un'iscrizione datata 1411, a quel tempo era già stato costruito il portico posto nel fianco orientale attorno ad una immagine di una Madonna con Bambino (che si ritiene realizzata da Simone Martini nel 1310 circa), che fu popolarmente ritenuta "miracolosa"; nel 1413 circa il rettore della chiesa Niccolò Salvucci commissionò a 

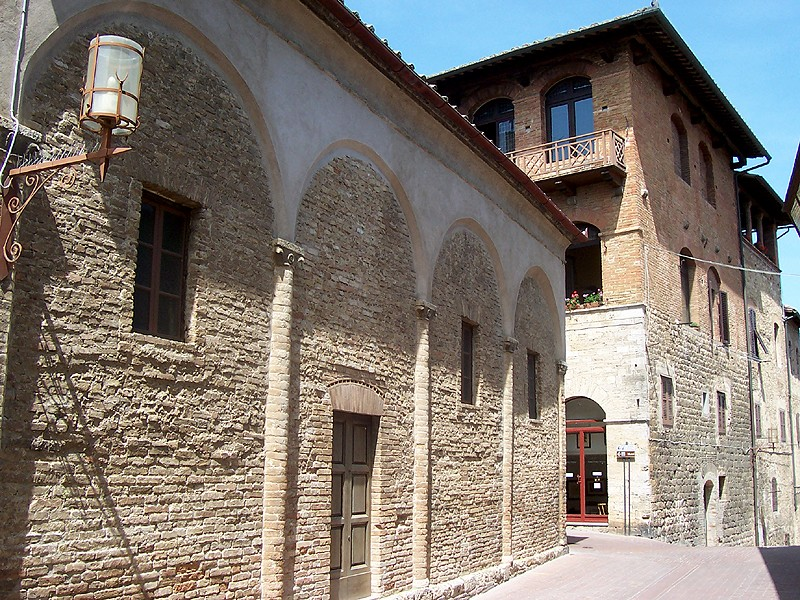
Portico laterale (tamponato)

Cenni di Francesco di ser Cenni la realizzazione, o il rifacimento, degli affreschi all'interno della Chiesa e dell'Oratorio (compreso il restauro dell'>Immagine miracolosa, "tranne il volto"), che in quel tempo non erano comunicanti. Intanto la situazione era cambiata perché accanto alla chiesa di S. Lorenzo si stava costruendo quella della Santissima Annunziata relativa al convento dei domenicani che, dal 1354, era stato trasferito dal Poggio di Montestaffoli al Monte della Torre. Si creò una situazione di conflittualità fra il Convento e i canonici della Collegiata ai quali fino ad allora era stata sottoposta la Chiesa di S. Lorenzo. La lite venne risolta il 30 settembre 1435 dal papa Eugenio IV che soppresse la parrocchia e unì la Chiesa al vicino convento domenicano. Prima del 15 agosto 1471 nella chiesa si era insediata anche una Congregazione, documentata anche il 28 dicembre 1483 da un testamento e da lasciti alla Madonna miracolosa che si trovava nell'Oratorio.
Nel 1456 si richiese di ampliare l'Oratorio, costruito accanto alla parete esterna della Chiesa e coperto da un tetto, come risulta dai contorni obliqui delle pitture interne allo stesso, e nel 1561 si fecero altri interventi, probabilmente con l'inserimento di graticole di legno di separazione fra i celebranti delle cerimonie religiose alla Madonna che si facevano all'interno, dal pubblico e dai malati che assistevano invece dall'esterno del locale. Successivamente, si verificano diverse e ripetute infiltrazioni di acqua (1566, 1596) che, danneggiando l'Immagine, costrinsero il Pubblico a incaricare il sangimignanese Lorenzo Ciardi detto il Pittorino di effettuarne il restauro per il costo di scudi 5. Le infiltrazioni d'acqua continuarono (1610) fino a quando si stanziarono, nel 1613, 20 scudi per "di quel che bisogna" e successivamente, nel 1615, altri 20 scudi per "restaurare la Chiesa e la facciata della Miracolosa Madonna di S. Domenico". È probabilmente in questo periodo che si costruirà quella copertura a volte, ancora oggi presente, che metterà al sicuro l'"immagine miracolosa della Madonna del Prato" da altri danni. Successivamente vedremo che il culto della Madonna diminuì, la Chiesa di S. Lorenzo non interessava più ne' ai Canonici, né ai frati domenicani tanto che la chiesa nel 1677 venne interdetta al culto dopo essere stata "profanata"; nel 1687 i frati chiedevano una "limosina" di 30 lire al Pubblico per "risarcire in parte la chiesa di S. Lorenzo in Ponte, di patronato della Comunità, perché, essendosi rovinate due travi del tetto, non si poteva celebrare, né fare gli altri esercizi". Poi, nel 1785, Pietro Leopoldo soppresse la confraternita della Vergine Maria che curava l'Oratorio, e due anni più tardi, nel 1787, anche il convento di S. Domenico. La Chiesa di S. Lorenzo ritornò ai Canonici della Collegiata che, in seguito, vendettero il locale a privati i quali lo trasformarono in frantoio e tinaia.
Nel 1917 l'oratorio della Madonna del Prato venne restaurato e nel 1929 la chiesa venne prima restaurata con pesanti integrazioni e il 12 aprile 1931 venne riaperta al culto.

## Descrizione
La chiesa presenta una pianta ad aula unica rettangolare coperta a tetto e voltata nel presbiterio. Il paramento murario è stato realizzato mediante l'uso quasi esclusivo del mattone.

### Esterno
Appartengono all'originaria facciata il paramento murario inferiore realizzato con calcare cavernoso ed il portale con arco a sbarra databile alla metà del XIII secolo; la tettoia, la bifora, il coronamento e il campanile a vela sono frutto dei numerosi ripristini diretti da Peleo Bacci nel terzo decennio del Novecento.

### Interno
L'interno, a navata unica, conserva diffuse decorazioni ad affresco realizzate da Cenni di Francesco di ser Cenni. Di grande interesse è la Madonna in Gloria sulla parete destra del loggiato, il cui volto viene attribuito al giovane Simone Martini: il resto della figura è dovuto invece ad un restauro successivo realizzato da Cenni di Francesco nel 1413.

## Note

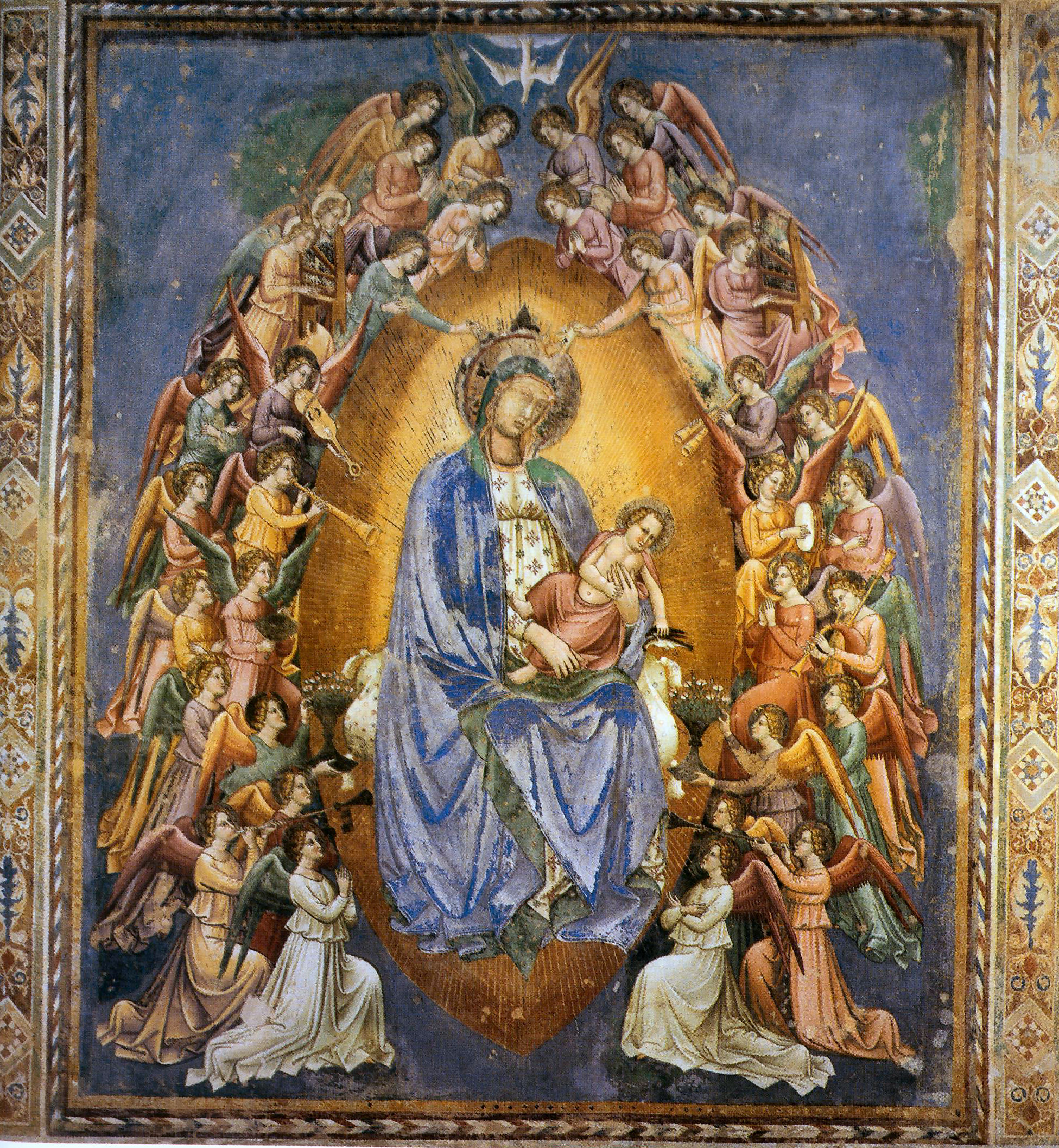
Simone Martini (volto) e Cenni di Francesco, Madonna in gloria, 1310 ca. e 1413

## Bibliografia

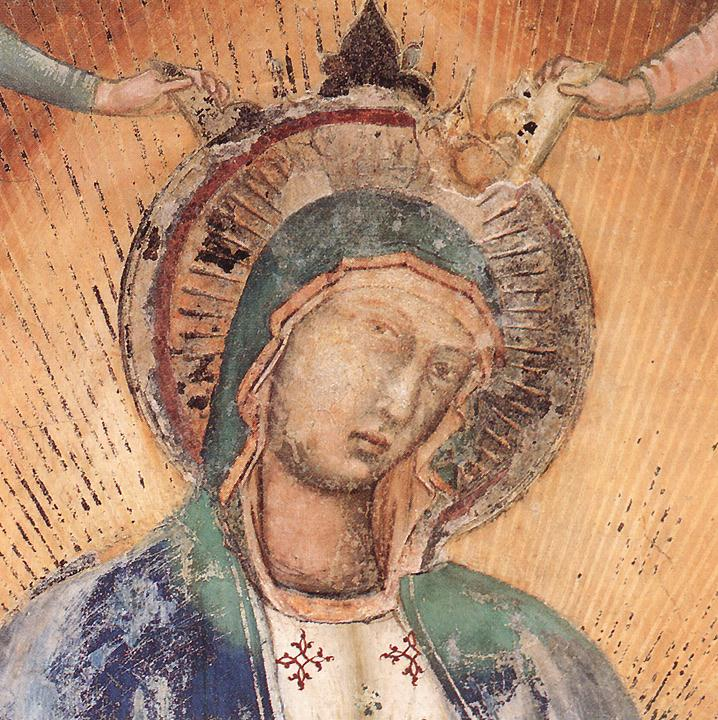
Simone Martini Madonna in gloria (part.)